# Vincenzina e la fabbrica
Vincenzina e la fabbrica è un brano musicale con il testo composto da Enzo Jannacci e Beppe Viola. Fu composta per la colonna sonora di Romanzo popolare, film del 1974 diretto da Mario Monicelli. 
Il 45 giri fu pubblicato nel 1974 dove sul lato B era registrata una versione strumentale.
Nel marzo 1975 fu pubblicato in una nuova versione, nell'album Quelli che....

## Storia e significato
Jannacci in questo brano ha cantato la dimensione urbana, la Milano operaia, quella delle periferie, del fascino ingenuo del macchinismo e della fabbrica, come luogo della fatica e allo stesso tempo della sicurezza del proprio futuro.

## Nel cinema
Il brano musicale è stato inserito nella colonna sonora del film Romanzo popolare di Mario Monicelli. 

## Cover
- 1977, Mina nel disco Mina quasi Jannacci
- 2009, Luca Carboni nell’album Musiche ribelli
- 2013, Il Fieno dall’EP “I bambini crescono EP”